# Amok
Amok (în limba malaieză: meng-âmok - ucideri într-o furie oarbă) este un fenomen psihic  care poate apare la unii indivizi în situații extreme de suprasolicitare. In aceste cazuri ei nu se mai pot controla și în furia lor neputicioasă, pot să devină deosebit de agresivi, agresivitate care poate să escaleze până la crimă. Apar în ultimul timp destul de frecvent asemenea cazuri la  tinerii care au fost eliminați din școală, la șomeri fără perspective, sau la bărbații care au o criză în căsnicie. Aceștia pot să devină ucigași potențiali când au o armă la îndemână și comit crime în masă, omorând persoane nevinovate în furia  lor isterică.

## Listă cu cazuri amok
| Data                | Locul                                             | Victime             | Articole de informare detailată                 |
| ------------------- | ------------------------------------------------- | ------------------- | ----------------------------------------------- |
| 4. septembrie 1913  | Vaihingen an der Enz, Baden-Württemberg, Germania | 17 morți            | Ernst august Wagner                             |
| 18. mai 1927        | Bath, Michigan, USA                               | 45 morți            | Schulmassaker von Bath                          |
| 6. septembrie 1949  | Camden, New Jersey, USA                           | 13 morți            | Howard Unruh                                    |
| 11. iunie 1964      | Köln, Nordrhein-Westfalen, Germania               | 10 morți            | Attentat von Volkhoven                          |
| 1. august 1966      | Austin, Texas, USA                                | 17 morți            | Charles Whitman                                 |
| 29. ianuarie 1979   | San Diego, California, USA                        | 2 morti, 9 răniți   | Brenda Ann Spencer                              |
| 27. aprilie 1982    | Gyeongsangnam-do, Coreea de Sud                   | 58 morți            | Woo Bum-kon                                     |
| 3. iunie 1983       | Eppstein, Hessen, Germania                        | 5 morti, 14 răniți  | Amoklauf an der Freiherr-vom-Stein-Gesamtschule |
| 13. noiembrie 1990  | Aramoana, Otago, Noua Zeelandă                    | 14 morti, 3 răniți  | Amoklauf von Aramoana                           |
| 10. martie 1995     | Urfahr, Oberösterreich, Austria                   | 6 morți             | Amoklauf von Urfahr                             |
| 13. martie 1996     | Dunblane, Scoția, Marea Britanie                  | 17 morți            | Thomas Hamilton                                 |
| 28. aprilie 1996    | Port Arthur, Tasmania, Australia                  | 35 morți            | Martin Bryant                                   |
| 20. noiembrie 1997  | Mauterndorf, Salzburg, Austria                    | 7 morți             | Amoklauf von Mauterndorf                        |
| 20. aprilie 1999    | Littleton, Colorado, USA                          | 15 morți            | Schulmassaker von Littleton                     |
| 27. septembrie 2001 | Zug cantonul Zug, Elveția                         | 15 morți            | Zuger Attentat                                  |
| 27. martie 2002     | Nanterre, Hauts-de-Seine, Franța                  | 8 morti, 19 răniți  | Amoklauf von Nanterre                           |
| 26. aprilie 2002    | Erfurt, Turingia, Germania                        | 17 morți            | Amoklauf von Erfurt                             |
| 20. noiembrie 2006  | Emsdetten, Renania de Nord-Westfalia, Germania    | 1 mort, 37 răniți   | Amoklauf von Emsdetten                          |
| 16. aprilie 2007    | Blacksburg, Virginia, USA                         | 32 morti, 29 răniți | Amoklauf an der Virginia Tech                   |
| 27. iulie 2007      | Jabukovac, Okrug Bor, Serbia                      | 9 morti, 2 răniți   | Amoklauf von Jabukovac                          |
| 7. noiembrie 2007   | Jokela, Südfinnland, Finlanda                     | 9 morti, 12 răniți  | Schulmassaker von Jokela                        |
| 23. septembrie 2008 | Kauhajoki, Westfinnland, Finlanda                 | 11 morți            | Amoklauf von Kauhajoki                          |
| 10. martie 2009     | Geneva County, Alabama, USA                       | 11 morți            | Amoklauf von Alabama                            |
| 11. martie 2009     | Winnenden, Baden-Württemberg, Germania            | 16 morți            | Amoklauf in Winnenden                           |
| 19. septembrie 2010 | Lörrach, Baden-Württemberg, Germania              | 4 morți             | Amokläuferin in Lörrach                         |